# Punhal de rodelas

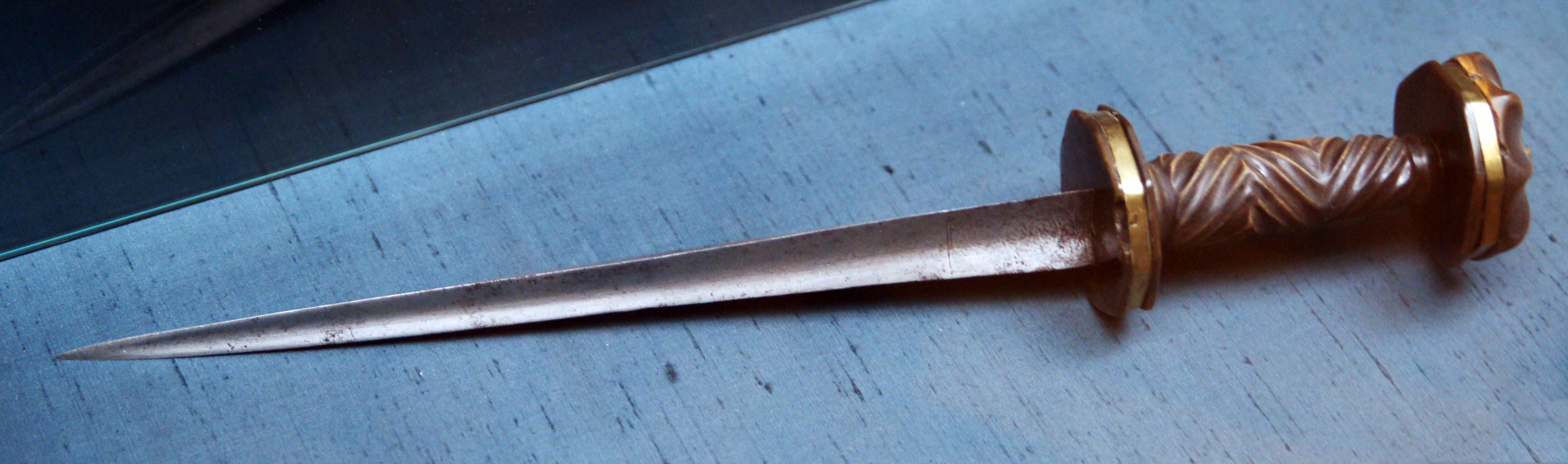
Punhal de rodelas

O punhal de rodelas (também designado adaga de rodelas) é uma arma branca corto-perfurante, que tanto se pode classificar como punhal longo ou como adaga curta, originária da Europa tardomedieval, tendo sido usada do séc. XIV em diante. 
Conheceu grande difusão, no séc. XV, tanto às mãos de civis, como mercadores, como às mãos de militares, como cavaleiros. A sua grande versatilidade conferia-lhe valências quer como instrumento de trabalho, quer como arma de batalha, tendo sido amiúde empunhada como arma secundária ou de recurso em duelos.

## Disquisição
Dentro da historiografia lusófona, não é completamente pacífica a classificação das rodelas. 
Com efeito, para António Luiz Costa, trata-se de um punhal ou faca de estocada, não obstante as consideráveis dimensões da sua lâmina, que já fazem dela um punhal notavelmente longo.
Por outro lado, para o historiador português, João Coutinho de Oliveira, esta arma já se trata de uma adaga.

## Feitio

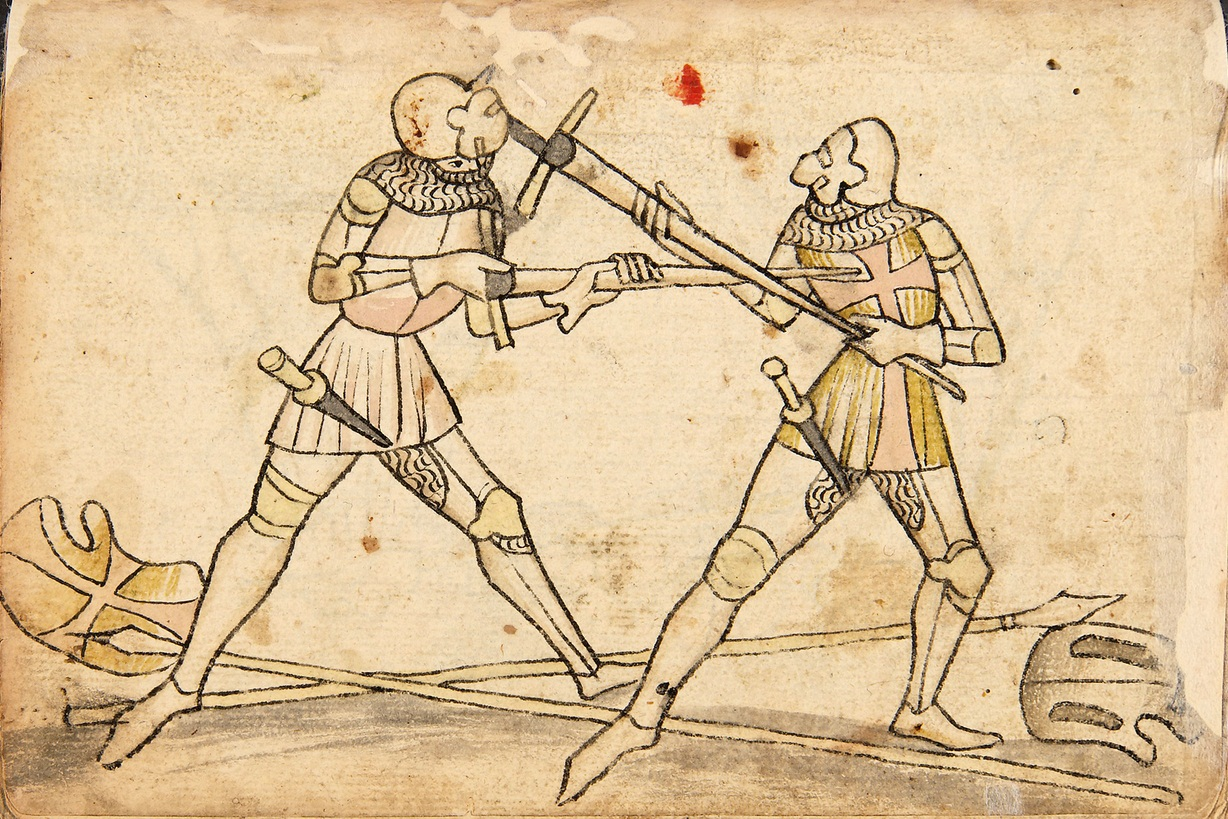
Cavaleiros couraçados, munidos de espada larga, com adagas de rodelas, como arma de último recurso (gravura 214, Codex Wallerstein, século XV).

Caracterizada por um guarda-mão e pomo em forma de rodelas, que é o elemento epónimo que crisma esta arma. O guarda-mão era geralmente de formato redondo, sendo certo que chegaram a haver exemplares de formato ortogonal. As rodelas serviam como um elemento de defesa, para fazer paradas (interromper ou aparar golpes do adversário). Concomitantemente, a rodela do pomo do punhal tanto podia ser circular, como esférica, servindo como apoio da mão, por molde a infligir mais pressão sobre as estocadas.
A espiga ou espigão (a porção metálica delgada do punhal que se insere e encrava na empunhadura e no guarda-mão) estendia-se ao longo do cabo ou empunhadura até ao pomo. A empunhadura era de formato cilíndrico, feita de uma peça inteiriça de madeira ou marfim.
Regra geral, o punhal de rodelas era capaz de medir até 50 centímetros de comprimento, dos quais 30 centímetros corresponderiam à lâmina. A lâmina normalmente constituída por uma peça inteiriça de aço, exibe um formato rombóidal, piramidal ou lenticular. A ponta era muito afiada e o fio ou gume da lâmina tanto podia ter um só gume (o gume verdadeiro, o que fica voltado para a direcção do adversário) ou bigume (com o gume verdadeiro e o gume falso, que é o que fica voltado na direcção do espadachim). 
O punhal de rodelas orçava um peso que rondava entre os 300 a 500 gramas.

## História
O punhal de rodelas foi uma das formas de punhal mais famosas durante o período tardomedieval, tendo surgido já nos finais do séc. XIV, como uma evolução do punhal de cavaleiro, que já existia desde finais do séc. XII e princípios do séc. XIII, enquanto expediente de último recurso para conseguir tornear a protecção oferecida pelas couraças. 
Até ao séc. XV, foi uma das mais comuns armas secundárias ou de recurso, empunhadas por cavaleiros. Com efeito, há abonações histórico-literárias que delas fazem menção na batalha de Azincourt.
Enquanto arma acessória, a adaga de rodelas era encarada como elemento de defesa de último recurso. No séc. XV, começou a ser empunhada por civis, volvendo-se numa arma popular entre burgueses e homens-livres dos centros urbanos. Viram-se difundidas pela Inglaterra, Escandinávia e demais Europa Ocidental, incluindo Portugal. A popularidade da adaga de rodelas, fez dela a configuração paradigmática das adagas representadas em inúmeros manuais de esgrima dos séc. XV e XVI.

## Uso

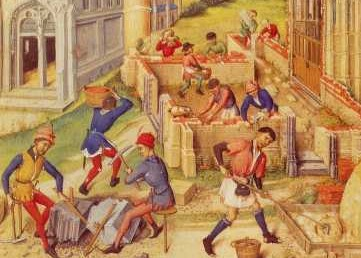
Comerciantes com adagas de rodelas atadas à cintura

O punhal de rodelas estava concebido para ser usado em ataques de investida, de maneira a apunhalar o adversário nas frinchas e aberturas das placas das armaduras ou a desferir cutiladas, em golpes de revés. No contexto de batalha, os punhais de rodela eram úteis para para atravessar cotas de malha, com efeito, mesmo que não fossem capazes de trespassar a couraça das armaduras de placas, podiam - e amiúde eram-no- ser dirigidas às junturas e frestas das placas das armaduras ou contra os elmos.

### Duelos
Dadas as dimensões desta arma branca, usava-se amiúde no chamado «jogo curto» (gioco streto), que era o tipo de combate duelístico em que os espadachins se defrontam a curta distância, havendo menos destaque para o recurso a espadas e maior tendência para se recorrer a golpes de combate corpo-a-corpo (a chamada abrazzatura, que em Portugal teve alguns afloramentos sob a forma da luta galhofa). 
No entanto, é de assinalar que o punhal de rodelas também foi usado em duelos de «jogo longo» (gioco luongo), em que as armas brancas têm maior destaque e onde os adversários procuram impor maior distância entre si, por molde a poderem esquivar-se melhor.
O mestre italiano de esgrima, Fiore dei Liberi, na sua obra «Fior di Battaglia», discorre a respeito dos preceitos do combate com punhal de rodelas, recomendando ao espadachim que dela se defenda, para se servir de um bastão (bastoncello) para fazer as paradas (manobra de esgrima, que visa deter o golpe desferido pelo adversário).

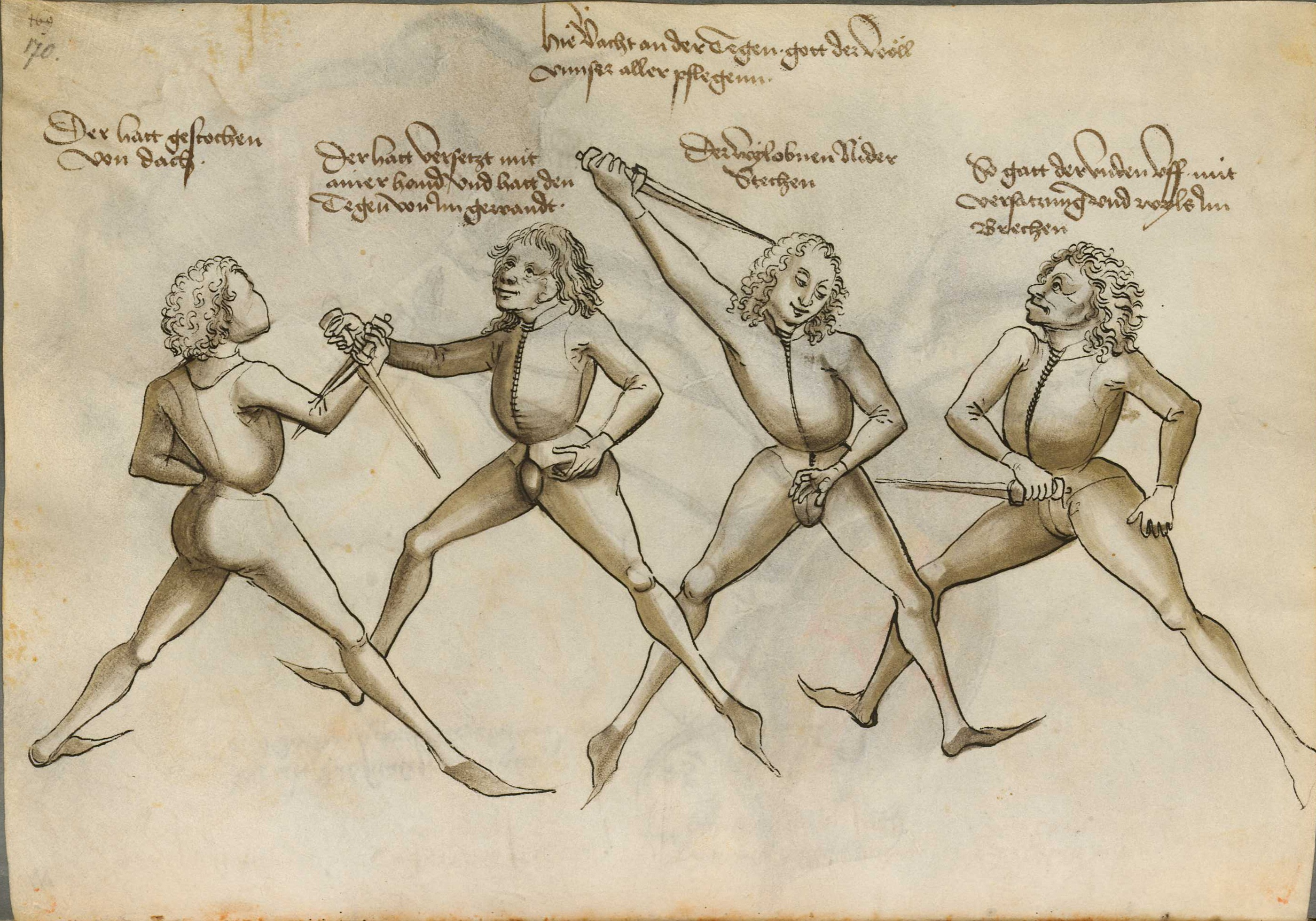
No manual de esgrima alemão renascentista, Fechtbuch de Hans Talhoffer, há a representação de combates de jogo curto com adagas de rodelas. Neste manual, há outras imagens, como estas, que ilustram os homens a lutar com adagas de rodelas, exemplificando as técnicas de ataque e defesa à disposição do espadachim rodeleiro.

De acordo com Fiore, para que o aprendiz de espadachim aprenda a manejar o punhal de rodelas tem de aprender a dominar as mesmas guardas (poste) da espada- que são as posturas defensivas que o espadachim deve assumir durante o combate- bem como deve aprender a medir as distâncias entre si e o adversário, a desarmá-lo e a fazer as chaves (sequências de golpes).
O mestre de esgrima português, Luís Godinho, no manual de 1599, «Arte de Esgrima», debruça-se sobre o combate com punhal de rodelas, enquanto arma acessória ou de recurso, acompanhada de espada. Fazendo menção de várias guardas e paradas (manobras para travar ou parar os golpes do adversário, das quais se destacam a «encrossada», em que as lâminas das duas armas se cruzam) que com ela se podem fazer.
Por seu turno, o mestre alemão Hans Talhoffer, também preleccionou sobre o combate com a adaga de rodelas, se bem que partia do pressuposto que ambos os combatentes estariam sempre munidos de uma adaga de rodelas e que nenhum deles estaria desarmado antes do combate. Nesse sentido, debruça-se mormente sobre técnicas de desarme, neutralização e projecção do adversário. 